# Villa Quandt

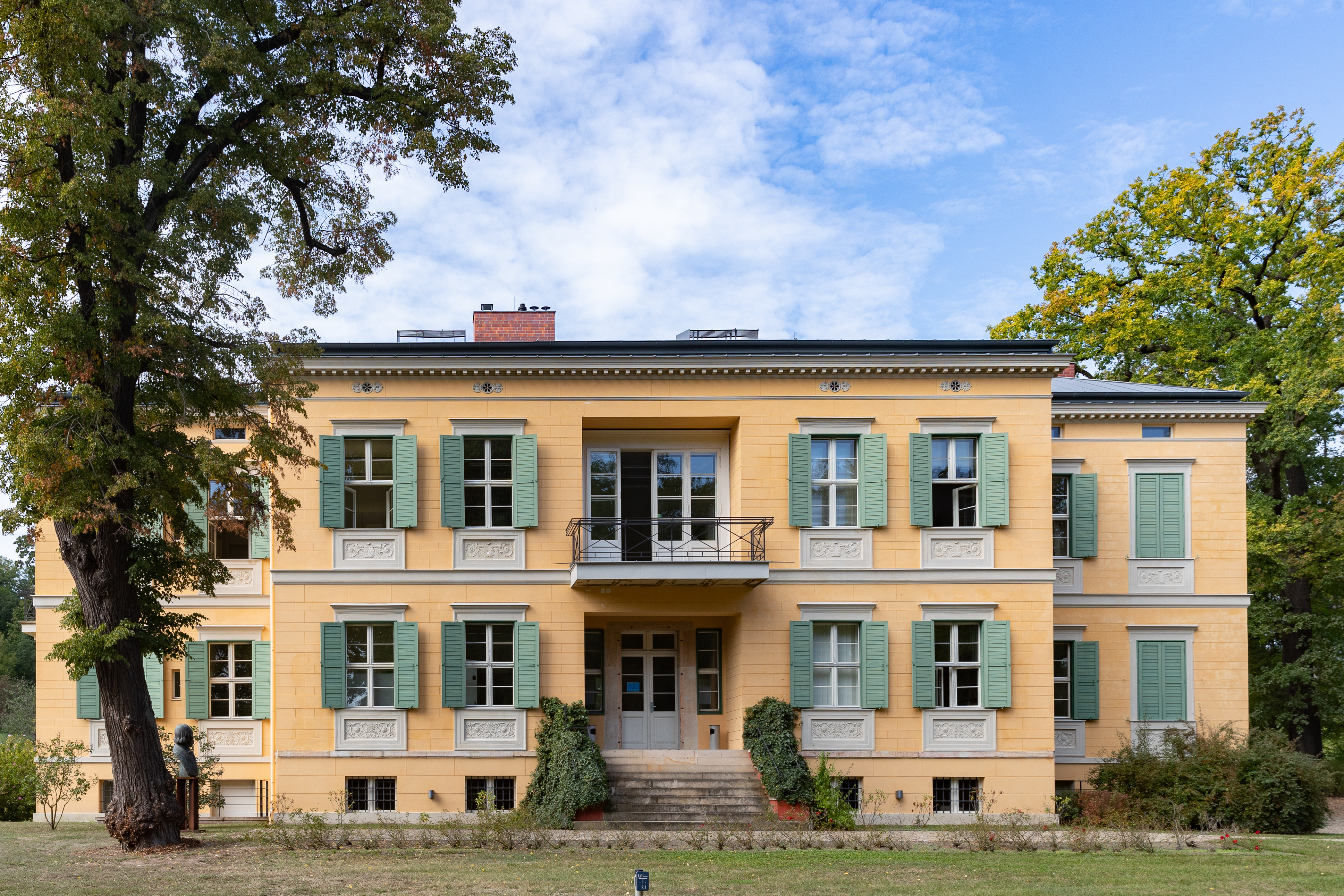
Villa Quandt auf dem Pfingstberg in Potsdam

Die Villa Quandt ist eine Villa auf dem Pfingstberg in Potsdam. Sie ist nach der Kriegsrats-Witwe Ulrike Augusta von Quandt benannt, beherbergt das Theodor-Fontane-Archiv und das Brandenburgische Literaturbüro und gehört zum Verwaltungsbestand der Stiftung Preußische Schlösser und Gärten.

## Lage
Die Villa steht mit der Anschrift Große Weinmeisterstraße 46/47 in der Potsdamer Nauener Vorstadt auf dem Pfingstberg und ist dort Teil des UNESCO-Weltkulturerbes. Zusammen mit der Villa Henckel und der Villa Lepsius zählt sie zu den vornehmen Villen dieser Gegend. Zum Ensemble gehört auch die Villa Schlieffen.

## Geschichte
Wann und von wem die Villa erbaut wurde, ist nicht bekannt, älteste bauliche Zeugnisse stammen aber aus der Zeit um 1800. Nach größeren Umbauten seit 1831 erwarb sie 1833 Ulrike Augusta von Quandt, geb. Baumgarten, und beherbergte dort, gemäß ihrem Mädchennamen, die "Baumgartnersche Stiftung" für „Augenleidende, unbemittelte Töchter, oder Wittwen der höheren Stände“. Im Jahre 1841 erwarb König Friedrich Wilhelm IV. das Anwesen. Seitdem wurde es durch Familienmitglieder der Hohenzollern als vornehmes Wohnhaus genutzt. Ab 1914 wohnte Prinz Oskar von Preußen, der fünfte Sohn Kaiser Wilhelms II., mit seiner Familie dort. 1945 wurde die Villa von der sowjetischen Besatzungsmacht beschlagnahmt und bis 1994 als Teil des Militärstädtchens Nr. 7 von der SMAD und dem Auslandsgeheimdienst KGB genutzt. Nach dem Abzug der sowjetischen Armee übernahm die Stiftung Preußische Schlösser und Gärten Berlin-Brandenburg das Gebäude und nahm erste Rückbau- und Sicherungsmaßnahmen vor. Mit Mitteln der Hermann-Reemtsma-Stiftung, Hamburg, und des Europäischen Fonds für Regionale Entwicklung konnte die Villa 2006 nach Jahren des Leerstands für die Nutzung durch das Theodor-Fontane-Archiv und das Brandenburgische Literaturbüro hergerichtet werden, die dort seit 2007 ihren Sitz haben.